# Carex turfosa
Carex turfosa är en halvgräsart som beskrevs av Elias Fries. Carex turfosa ingår i släktet starrar, och familjen halvgräs. Inga underarter finns listade i Catalogue of Life.